# Acacia hemignosta
Acacia hemignosta är en ärtväxtart som beskrevs av Ferdinand von Mueller. Acacia hemignosta ingår i släktet akacior, och familjen ärtväxter. Inga underarter finns listade i Catalogue of Life.